# Мольнар, Петер
Петер Мольнар (венг. Péter Molnár; 16 февраля 1986, Вац) — венгерский гребец-байдарочник, выступает за сборную Венгрии по гребле на байдарках и каноэ начиная с 2008 года. Чемпион мира, двукратный чемпион Европы, бронзовый призёр Европейских игр в Баку, участник летних Олимпийских игр в Рио-де-Жанейро, победитель многих регат национального и международного значения.

## Биография
Петер Мольнар родился 16 февраля 1986 года в городе Вац медье Пешт. Активно заниматься греблей начал с раннего детства, проходил подготовку в столичном клубе «Будапешт Хонвед» под руководством тренера Виктора Хювёша.
Первого серьёзного успеха на взрослом международном уровне добился в сезоне 2008 года, когда вошёл в основной состав венгерской национальной сборной и побывал на чемпионате Европы в Милане, откуда привёз награды серебряного и бронзового достоинства, выигранные на дистанции 200 метров в зачёте одиночных и двухместных байдарок соответственно (при этом его напарником был Виктор Кадлер).
В 2011 году выступил на европейском первенстве в Белграде, где вновь стал серебряным призёром в одиночках на двухстах метрах — в финале на финише его обошёл только поляк Пётр Семёновский. Два года спустя на чемпионате мира в немецком Дуйсбурге взял бронзу в программе эстафеты 4 × 200 метров.
На мировом первенстве 2015 года в Милане Мольнар в паре с Шандором Тоткой обогнал всех своих соперников в двухсотметровой дисциплине байдарок-двоек и завоевал тем самым золотую медаль. Кроме того, успешно выступил на первых Европейских играх в Баку, где в той же дисциплине стал бронзовым призёром. В следующем сезоне в составе четырёхместного экипажа одержал победу на дистанции 500 метров в программе европейского первенства в Москве.
Благодаря череде удачных выступлений удостоился права защищать честь страны на летних Олимпийских играх 2016 года в Рио-де-Жанейро. В одиночках на двухстах метрах сумел отобраться только в утешительный финал «Б» и впоследствии занял в итоговом протоколе соревнований пятнадцатое место, тогда как в двойках с Тоткой пробился в главный финал «А» и финишировал четвёртым, немного не дотянув до призовых позиций.
Имеет высшее образование, окончил Университет Земмельвайса.